# Werkkamp Roden

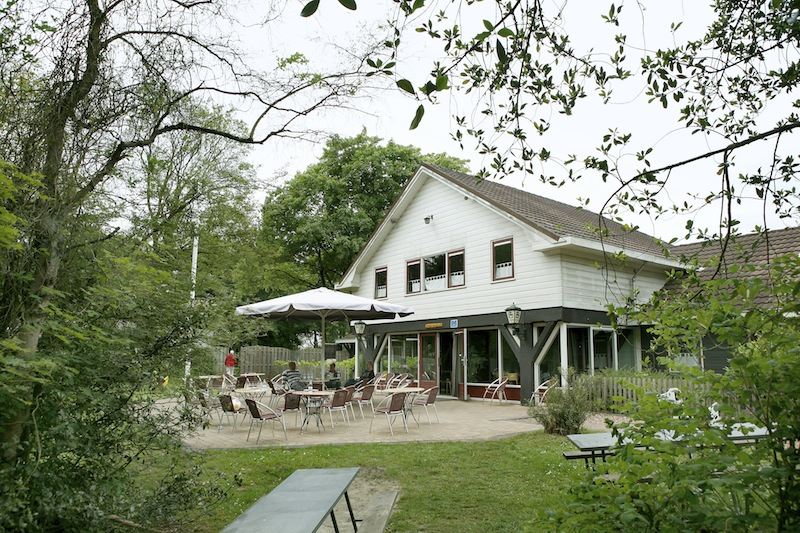
Hoofdgebouw van het voormalige opleidingscentrum in 2011

Werkkamp Roden is een voormalig opleidingscentrum uit de crisisjaren, dat later, onder de naam De Zwerfsteen, dienstdeed als
jeugdherberg. Het is gelegen nabij Roderesch, gemeente Noordenveld, Drenthe.
Werkkamp Roden werd, op initiatief van de Raad van Kerken, door de Centrale voor Werklozenzorg Utrecht gesticht in 1934. Op 20 april 1936 opende de toenmalige commissaris van de Koningin De Vos van Steenwijk het complex in aanwezigheid van prinses Juliana. Het was onderdeel van de werkverschaffing in de crisisjaren en, meer specifiek, bedoeld voor het opleiden van jongeren. Deze opleidingen konden ook verband houden met het ontginnen van woeste grond, de hoofdtaak van het op luttele kilometers afstand gelegen Kamp De Fledders. (In Drenthe werden rond 1934 zo'n 6000 werklozen verplicht aan het werk gezet bij onder andere ontginningen).
In 1954 werd het een jeugdherberg van de Nederlandse Jeugdherbergcentrale (thans: Stayokay) en kreeg het haar huidige naam: de Zwerfsteen. Mede vanwege de economisch slechte tijden van de jaren 80 werd de Zwerfsteen in 1985 zelfstandig, als de eerste franchise-jeugdherberg in Nederland. Na 2000 bleef het in gebruik als groepsaccommodatie en voor dagrecreatie, maar was niet meer aangesloten bij Stayokay.